# Allium pseudosenescens
Allium pseudosenescens — вид рослин з родини амарилісових (Amaryllidaceae); ендемік Китаю. Видовий епітет вказує на його схожість з A. senescens.

## Опис
Кореневища добре розвинені та витягнуті, горизонтальні та гіллясті, завдовжки 16–52,8 мм. Цибулини скупчені, циліндрично-конічні, без цибулинок, діаметром 12–20 мм; оболонка біла. Листків 4–10, лінійні, плоскі, м'ясисті, довжиною 23–45 см, шириною 5–15 мм, верхівки від тупих до округлих. Стеблина довжиною 25,8–70 см, шириною 3–5,5 мм. Суцвіття зонтикоподібні, субкулясті, заввишки 30–60 мм, шириною 40–60 мм, без цибулинок, 31–120 квіткові. Оцвітина блідо-рожева; внутрішні листочки довші, ніж зовнішні. Пиляки еліптичні, жовтуваті. Коробочка серцеподібна, трикутна, завдовжки 4,5–5,5 мм, шириною 4,5–5,6 мм. Насіння овальне, довжиною 3–3,5 мм, шириною 2,2–2,4 мм. 2n=4x=32. Цвіте з липня по вересень.

## Поширення
Ендемік Китаю — Хейлунцзян.
Населяє відкриті луки та посушливі схили.